# دي جي بوسطن
دي جي بوسطن (بالروسية: Dj Boston)‏ هو ملحن ودي جيه روسي، ولد في 26 مارس 1983.